# Ctenomys pearsoni
Туко-туко Пірсона (Ctenomys pearsoni) — вид гризунів родини тукотукових, що мешкає на південній прибережній смузі Уругваю на висотах менше 200 м на рівнем моря. Населення сильно фрагментоване і щільність становить 15–20 особин на гектар.

## Опис
Системи нір будує різноманітні, але найчастіше це один головний тунель на постійній глибині від якого відходять відгалуження довжиною 70–130 см. У системі нір є два-три кубла, вистелених сухою травою. Віддає перевагу проживанню серед дюн, але мешкає також і далі від них, углиб країни. Живе переважно на глинистих чи піщаних ґрунтах, але на заході ареалу живе на твердих ґрунтах, а на сході на м'яких ґрунтах поряд з озерами й лагунами.

## Етимологія
Вид названий на честь професора, доктора Олівера Пейна Пірсона.

## Загрози й охорона
Основною загрозою є втрата місць проживання у прибережній зоні внаслідок розвитку туризму. У західній частині ареалу загрозою є втрата середовища проживання через розширення сільського господарства і тваринництва. Задля збереження виду заходів не вживається. Створено кілька природоохоронних районів для збереження лагун, що може становити деяку вигоду для даного виду.